# Пунта-Расса
Пунта-Расса (англ. Punta Rassa) — статистически обособленная местность, расположенная в округе Ли (штат Флорида, США) с населением в 1731 человек по статистическим данным переписи 2000 года.

## География
По данным Бюро переписи населения США, статистически обособленная местность Пунта-Расса имеет общую площадь в 11,65 квадратных километров, из которых 6,22 кв. километров занимает земля и 5,44 кв. километров — вода. Площадь водных ресурсов округа составляет 46,7 % от всей его площади.
Статистически обособленная местность Пунта-Расса расположена на высоте 1 м над уровнем моря.

## Демография
По данным переписи населения 2000 года, в Пунта-Расса проживало 1731 человек, 481 семья, насчитывалось 1015 домашних хозяйств и 1372 жилых дома. Средняя плотность населения составляла около 148,58 человек на один квадратный километр. Расовый состав населённого пункта распределился следующим образом: 99,25 % белых, 0,35 % — чёрных или афроамериканцев, 0,12 % — коренных американцев, 0,17 % — азиатов, 0,06 % — представителей смешанных рас, 0,06 % — других народностей. Испаноговорящие составили 0,23 % от всех жителей статистически обособленной местности.
Из 1015 домашних хозяйств в 1,5 % воспитывали детей в возрасте до 18 лет, 46,7 % представляли собой совместно проживающие супружеские пары, в 0,5 % семей женщины проживали без мужей, 52,6 % не имели семей. 52,0 % от общего числа семей на момент переписи жили самостоятельно, при этом 48,7 % составили одинокие пожилые люди в возрасте 65 лет и старше. Средний размер домашнего хозяйства составил 1,53 человек, а средний размер семьи — 2,09 человек.
Население статистически обособленной местности по возрастному диапазону по данным переписи 2000 года распределилось следующим образом: 1,5 % — жители младше 18 лет, 0,5 % — между 18 и 24 годами, 2,8 % — от 25 до 44 лет, 12,8 % — от 45 до 64 лет и 82,5 % — в возрасте 65 лет и старше. Средний возраст жителей составил 80 лет. На каждые 100 женщин в Пунта-Расса приходилось 63,9 мужчин, при этом на каждые сто женщин 18 лет и старше приходилось 64,3 мужчин также старше 18 лет.
Средний доход на одно домашнее хозяйство статистически обособленной местности составил 44 583 доллара США, а средний доход на одну семью — 66 912 долларов. При этом мужчины имели средний доход в 73 333 доллара США в год против 19 583 доллара среднегодового дохода у женщин. Доход на душу населения статистически обособленной местности составил 44 583 доллара в год. Все семьи имели доход, превышающий уровень бедности, 1,9 % от всей численности населения находилось на момент переписи населения за чертой бедности, при том все жители младше 18 и старше 65 лет имели совокупный доход, превышающий прожиточный минимум.